# Beauvoisin (Gard)
Beauvoisin è un comune francese di 3 643 abitanti situato nel dipartimento del Gard, nella regione dell'Occitania.

## Società

### Evoluzione demografica
Abitanti censiti